# Хаа-Алиф
Атолл Хаа-Алиф, официально Тиладунмати Утурубури (Северный Тиладунмати) административная единица Мальдивских островов. Она состоит из атолла Ихавандипполу и северной части атолла Тиладунмати, который, в свою очередь, административно делится на Северный и Южный Тиладунмати. В настоящее время атолл Хаа-Алиф состоит из 43 островов, 14 из которых являются обитаемыми и имеющими постоянное местное население. Хаа-Алиф — третий по площади и населению атолл среди всех Мальдивских островов.